# Interior de la iglesia de San Bavón en Haarlem
Interior de la iglesia de San Bavón en Haarlem (en neerlandés, Interieur van de Grote of Sint Bavokerk te Haarlem) es una obra del pintor holandés Pieter Jansz Saenredam. Está realizado en óleo sobre panel, y fue pintado en el año 1636. Mide 93,7 cm de alto y 55,2 cm de ancho. Se exhibe actualmente en el Rijksmuseum de Ámsterdam (Países Bajos). 
El paisaje se independizó como género en el siglo XVII, alcanzándose además una gran especialización dentro de los paisajistas. En la pintura holandesa hubo quien se especializó en marinas, otros en paisajes invernales y otros, como Saenredam, en una variedad exclusivamente holandesa como el interior de iglesias. Saenredam se centró casi por entero durante su carrera en temas arquitectónicos. Sus representaciones de interiores de iglesias fueron la base de un género enteramente nuevo del arte holandés, reconociéndosele por tanto como el iniciador de esta tendencia dentro del paisaje urbano. 
En este caso, Saenredam ha pintado la iglesia de San Bavón en Haarlem, mostrando la austeridad blanca de su interior propio de las iglesias calvinistas, sin ornamentación, que contrasta con el dorado del órgano, de madera tallada. Una de las puertas está abierta y se ve una escena con la Resurrección de Cristo. Se trata de un órgano gótico del siglo XV, de ahí que esté decorado. La composición es cuidada, ya que adopta un marco natural como es un gran arco ojival sustentado en dos columnas, y a través de él se ve el órgano. El esplendor de la iglesia viene reforzado por las pequeñas figuras dispuestas al lado izquierdo del primer plano, que permiten hacerse a la idea de las dimensiones del edificio.